# Sphaerophysa dianchiensis
Sphaerophysa dianchiensis är en art i familjen grönlingsfiskar (Balitoridae). Släktet är monotypiskt, och Sphaerophysa dianchiensis är sålunda den enda arten i släktet. Den lever endemiskt i Kina.